# Hans Laternser
Hans Laternser (* 3. August 1908 in Diedenhofen; † 21. Juli 1969 in Frankfurt am Main) war ein deutscher Jurist. Laternser wurde als Strafverteidiger in NS-Prozessen und Kriegsverbrecherprozessen bekannt. Eine zentrale Rolle nahm er in den Auschwitz-Prozessen der 1960er Jahre ein.

## Leben

### Ausbildung und Zeit des Nationalsozialismus
Hans Laternser studierte Rechtswissenschaften an den Universitäten von Frankfurt, Marburg und Berlin. Nach dem Referendariat am Oberlandesgericht Köln wurde er 1932 in Marburg mit einem zivilrechtlichen Thema promoviert. Er war seit 1934 in eigener Kanzlei, die sich auf Steuerrecht spezialisiert hatte, in Wiesbaden anwaltlich tätig.
Während des Zweiten Weltkrieges war Laternser ab 1939 in Frankreich, der Sowjetunion und dem Balkan eingesetzt. Zuletzt war er Fliegerausbilder im Range eines Oberleutnants des Luftwaffen-Jäger-Regiments 29. Anfang Mai 1945 geriet Laternser in amerikanische Kriegsgefangenschaft, in der er sich bis Ende Juni desselben Jahres befand.

### Nach 1945

#### Zulassung als Rechtsanwalt
Da keine Mitgliedschaft in der NSDAP belegt wurde, erhielt er als einer der ersten Anwälte nach Ende des Zweiten Weltkrieges eine Zulassung – unter alliierter Jurisdiktion war die Nichtmitgliedschaft ein entscheidendes Kriterium, um eine Zulassung als Rechtsanwalt zu erhalten. Die Frage nach der tatsächlichen Parteimitgliedschaft Laternsers ist jedoch umstritten. Dass er sich in einem Entnazifizierungsverfahren verantworten musste, verdeutlicht, dass die Spruchkammer eine NSDAP-Mitgliedschaft vermutete. Vor der Spruch- und Berufungskammer Wiesbaden sagte Laternser hingegen aus, dass er „durch absichtliche Passivität in Bezug auf die zur Aufnahme erforderlichen weiteren Formalitäten meine Aufnahme in die NSDAP bewusst verhindert [habe].“ Laternser hatte 1933 einen Aufnahmeantrag gestellt, jedoch das erforderliche Passfoto trotz mehrfacher Aufforderung nicht eingereicht, und erhielt daher nie ein Parteibuch oder -abzeichen. Während der NS-Zeit konnte er somit auf den gestellten Antrag verweisen, nach dem Untergang des Regimes hingegen auf seine Nichtmitgliedschaft. Im Entnazifizierungsverfahren wurde er aufgrund der Aussage Otto Johns – des ersten Präsidenten des Bundesamtes für Verfassungsschutz –, er habe eine überzeugende Einstellung gegen den Nationalsozialismus gehabt, der Gruppe V (Entlastete) zugeordnet. Gleichwohl wurde er während der Nürnberger Militärtribunale von der US-amerikanischen Anklagebehörde doch als ehemaliges Parteimitglied geführt.
Laternser wurde nach der Zulassung umgehend einer der wichtigsten Anwälte der Verteidigung bei Kriegsverbrecherprozessen. Er verstand sich als politisch engagierter Anwalt und hatte enge Verbindungen zur politischen Rechten. So war er eng mit dem rechtsextremen Verleger Gerhard Frey befreundet, dessen Anwalt er zudem war.

#### Erste Prozesse
Gegenstand des ersten Prozesses nach Ende des NS-Regimes, in dem Laternser als Verteidiger auftrat, waren Verbrechen im Rahmen des „Euthanasie“-Programms. Laternser vertrat dabei im Hadamar-Prozess in Wiesbaden vor einem amerikanischen Militärgericht zwei Anstaltsmitarbeiter der Tötungsanstalt Hadamar. In den Jahren 1945–1948 vertrat er in Frankfurt am Main Ärzte und Angehörige des Pflegepersonals der Anstalt Eichberg, des Kalmenhofs und der Anstalt in Hadamar. In diesen ersten Prozessen stand vor allem die Frage der Rechtmäßigkeit des „Euthanasie“-Befehls Hitlers im Raum. Laternser argumentierte insbesondere mit dem Befehlsnotstand, inneren Konflikten der Angeklagten und damit, dass bereits der Wille Hitlers Gesetzeskraft hatte, da eine Staatsführung im Besitz tatsächlicher Macht beliebig Recht setzen könne – eine Argumentation, die in ähnlicher Form u. a. von Carl Schmitt vertreten wurde.

#### Nürnberger Prozesse
Die Karriere Laternsers wurde wesentlich beeinflusst durch seine Rolle bei dem Internationalen Militärgerichtshof von Nürnberg, vor dem  der Nürnberger Hauptkriegsverbrecherprozess (20. November 1945 bis 1. Oktober 1946) stattfand. Bei diesem verteidigte er den Generalstab und das Oberkommando der Wehrmacht gegen das Anliegen der Anklage, diese Personengruppen als verbrecherische Organisationen einzustufen. Er baute die Verteidigung auf drei Säulen auf: erstens das grundsätzliche Anzweifeln der Jurisdiktionsbefugnis und damit der Völkerrechtskonformität der Gerichtshöfe, zweitens den Vorwurf, die Rechtsprechung der Alliierten verstoße gegen den völkerrechtlichen Gleichheitsgrundsatz und drittens die Anführung des Gesetzlichkeitsprinzips. Weitere Argumente, deren sich Laternser bediente, waren der Befehlsnotstand und der Versuch, die Verantwortung auf Adolf Hitler und die SS abzuschieben. Zudem versuchte er, die Armee von Kriegsverbrechen freizusprechen („saubere Wehrmacht“).
Von Mitte 1946 bis 1947 verteidigte er Max Ilgner im I.G.-Farben-Prozess, bevor er das Mandat wegen Arbeitsüberlastung niederlegte.
Bei seinem Auftreten im Wiesbadener Prozess fiel er dem stellvertretenden Hauptankläger des Militärgerichtshofes, Robert Kempner, auf. Dieser schlug den damals 38-jährigen Laternser kurzfristig als Verteidiger für den Prozess Oberkommando der Wehrmacht vor. Vergütet wurde die Stelle mit 3.500 Mark für den ersten und 1.750 Mark für einen zweiten Mandanten sowie Zigaretten, Essensbons und Alkoholika.
Der amerikanische Hauptankläger Telford Taylor bezeichnete Laternser als „außergewöhnlich fähigen und energischen“ Anwalt.

#### Auschwitz-Prozess
Laternser übernahm während des 1. Auschwitzprozesses 1963 bis 1965 die Verteidigung von fünf ehemaligen SS-Männern. Es handelte sich um die Angeklagten Pery Broad, Victor Capesius, Klaus Dylewski, Willy Frank und Willi Schatz, die wegen Selektionen an der Rampe des Konzentrationslagers Auschwitz angeklagt waren. Laternser trat dabei als „Gegenspieler“ des Ost-Berliner Anwalts Friedrich Kaul auf, der als Nebenkläger am Verfahren teilnahm.
Die Strategie Laternsers bestand zum einen darin, eine Vielzahl von Anträgen, Dienstaufsichtsbeschwerden und Verfahrensrügen zu stellen. Zum anderen behauptete er, dass alle aus den Ostblockstaaten erschienenen Zeugen Kommunisten waren, die Aussagen abgesprochen und daher unbedeutend seien, wenngleich für den Beweis vermeintlicher Widersprüche die Vernehmungsprotokolle durch Laternser durchaus genutzt wurden.

#### Weitere Prozesse
Nach den Prozessen in Nürnberg wurde der bewährte Verteidiger in weiteren Prozessen aktiv. So verteidigte er unter anderem Albert Kesselring in Venedig, Erich von Manstein, Otto Wagener in Rom, Hasso von Manteuffel und Friedrich Wilhelm Heinz.

#### Weiteres Wirken
Nach dem Ende der Nürnberger Prozesse schloss er sich dem Heidelberger Juristenkreis an. Ab 1955 unterhielt er mit Fritz Steinacker als Partner die Kanzlei Dr. Laternser & Steinacker in Wiesbaden, ab 1969 in Frankfurt am Main.
Im Krumey-Hunsche-Prozess verteidigte Laternser 1965 Otto Hunsche und erreichte in erster Instanz einen Freispruch. Im Jahr 1968 übernahm er vom Juristen Ernst Achenbach die Verteidigung des ehemaligen Diplomaten Horst Wagner. Den Prozess führte dann aber allein sein Kanzleipartner Fritz Steinacker, denn während der Einarbeitung in die 20 Aktenbände und 20.000 Dokumente starb Hans Laternser am 21. Juli 1969 an Herzversagen.

## Schriften
- Die andere Seite im Auschwitz-Prozess 1963/1965. Seewald, Stuttgart-Degerloch 1966.
- Verteidigung deutscher Soldaten. Plädoyers vor alliierten Gerichten. Bohnemeier, Bonn 1950.